# I Zwicky 18
I Zwicky 18 – karłowata galaktyka nieregularna położona w gwiazdozbiorze Wielkiej Niedźwiedzicy. Znajduje się w odległości 59 milionów lat świetlnych od Ziemi, a rozciąga na obszarze 3000 lat świetlnych. Została odkryta w Obserwatorium Palomar, a jej nazwa katalogowa pochodzi od pracującego tam szwajcarskiego astronoma Fritza Zwicky'ego zajmującego się badaniami galaktyk z katalogu zawierającego 30 000 pobliskich obiektów nieba północnego.
Przez długi czas galaktyka I Zwicky 18 była uważana za najmłodszą znaną galaktykę. Astronomowie szacowali wiek najstarszych gwiazd tej galaktyki na 500 milionów lat, co jest niewielkim ułamkiem w porównaniu do wieku Drogi Mlecznej wynoszącego około 12 miliardów lat. Galaktyki podobne do I Zwicky 18 są typowe wśród znajdowanych we wczesnym Wszechświecie. Uważano więc, że obiekt ten przez większą część rozwoju galaktyki pozostawał w stanie embrionalnym jako chłodna gazowa chmura pierwotnego wodoru i helu. Galaktyka ta zawiera tylko śladowe ilości pierwiastków cięższych jak węgiel, azot i tlen. Również jej mała odległość, szacowana na 45 milionów lat świetlnych była zaskoczeniem, gdyż według założeń kosmologicznych galaktyki tego typu powinny znajdować się na skraju obserwowanego Wszechświata. Było to więc bardzo ważne odkrycie pozwalające szczegółowo badać młodą galaktykę.
Nowsze obserwacje prowadzone za pomocą Teleskopu Hubble’a wykazały jednak obecność starszych, słabo świecących czerwonych olbrzymów. Odkrycie to sugeruje, że gwiazdy galaktyki I Zwicky 18 zaczęły się formować przynajmniej 1 miliard lat temu, a być może nawet ponad 10 miliardów lat temu. Wskazuje to, że proces powstawania gwiazd mógł rozpocząć się w tym samym czasie co w innych galaktykach. Jednak w dalszym ciągu nie wiadomo dlaczego galaktyka ta składa się prawie wyłącznie z wodoru i tlenu oraz dlaczego tak mało gwiazd powstało w przeszłości, a tak wiele powstaje obecnie. Nowe dane wskazują również, że odległość galaktyki jest większa niż pierwotnie zakładano i wynosi 59 milionów lat świetlnych. Dane te otrzymano na podstawie badań trzech cefeid znajdujących się w galaktyce oraz poprzez obserwacje najjaśniejszego czerwonego olbrzyma w wieku powyżej 1 miliarda lat. Większa odległość od tej szacowanej wcześniej wyjaśnia dlaczego astronomowie mieli trudności z wykryciem starszych słabszych gwiazd I Zwicky 18. Gwiazdy te znajdują się na granicy możliwości zdolności rozdzielczych Teleskopu Hubble’a.